# めまき
めまきは山梨県富士河口湖町周辺の郷土料理。魚をアラメで巻いて、醤油や砂糖で煮込んだ料理である。

## 概要
川魚を芯にしてアラメで巻くことから「めまき」と呼ばれるようになった。現在では魚にはワカサギを使うのが一般的である。
江戸時代中期頃から富士山信仰でこの地を訪れる信者で賑わい、御師の町として栄えていた。信者に対して、宿を提供し、めまきをふるまったとされる。めまきは三角形をしているが、この形は富士山を表し、アラメの巻き終わりを留めている爪楊枝は富士登山に使われる金剛杖を意味するとされ、富士登山の安全祈願を意味するとされる。なお、形の由来は富士山以外にも木花開耶姫、侍、産着と伝わる家庭もある。
また、富士河口湖町の河口浅間神社の例大祭を祝う行事食としても食されている。
食材のアラメは硬いので、煮込む時間は数日間になるが、その分保存が効くため、富士登山の携帯食としても重宝された。
作るのに時間と手間がかかる料理であるため、作り手は減っているが、河口浅間神社で毎年4月に開催される春祭りは「めまき祭り」と呼ばれるほどで、地域の各家庭で作られている。